# Wapen van Etterbeek

Het wapen van Etterbeek

Het wapen van Etterbeek werd op 5 november 1913 per Koninklijk Besluit aan de Brusselse gemeente Etterbeek toegekend.

## Blazoenering
De blazoenering van het wapen luidt als volgt:
Gedeeld: 1 van blauw bezaaid met zilveren leliën; 2 van rood met een zilveren dwarsbalk.
Het wapen is in twee gelijke verticale delen gedeeld. Het eerste deel, voor de kijker links, is blauw van kleur met een niet nader genoemd aantal zilveren Franse lelies. De lelies zijn over het hele veld verspreid. Het tweede deel is rood van kleur met daarop een zilveren horizontale balk.

## Geschiedenis
Aan het einde van de 17e eeuw had Etterbeek een eigen schependomszegel in gebruik, daar zijn echter geen afdrukken van bewaard gebleven. In 1673 werd Etterbeek een eigen heerlijkheid, in de vorm van een baronie. De baronie behoorde tot het hertogdom Brabant. De baronie werd in 1795 een zelfstandige gemeente. Het wapen is gebaseerd op het wapen van de abdij van Nijvel. Hoewel het oude wapen van Frankrijk een blauw veld was, bezaaid met gouden lelies is het wapen van het kapittel juist bezaaid met zilveren lelies. Dit deel verwijst naar de Karolingische afkomst van Ida van Nijvel, de stichtster van de abdij. De tweede helft verwijst niet naar het wapen van Oostenrijk, maar naar dat van Lotharingen.

## Overeenkomstige wapens

Het oude wapen van Frankrijk (tweemaal voor 1376)
Latere versie (1376-1831, met uitzondering van het Franse Keizerrijk)
Het wapen van Neder-Lotharingen.